# ムロアジ

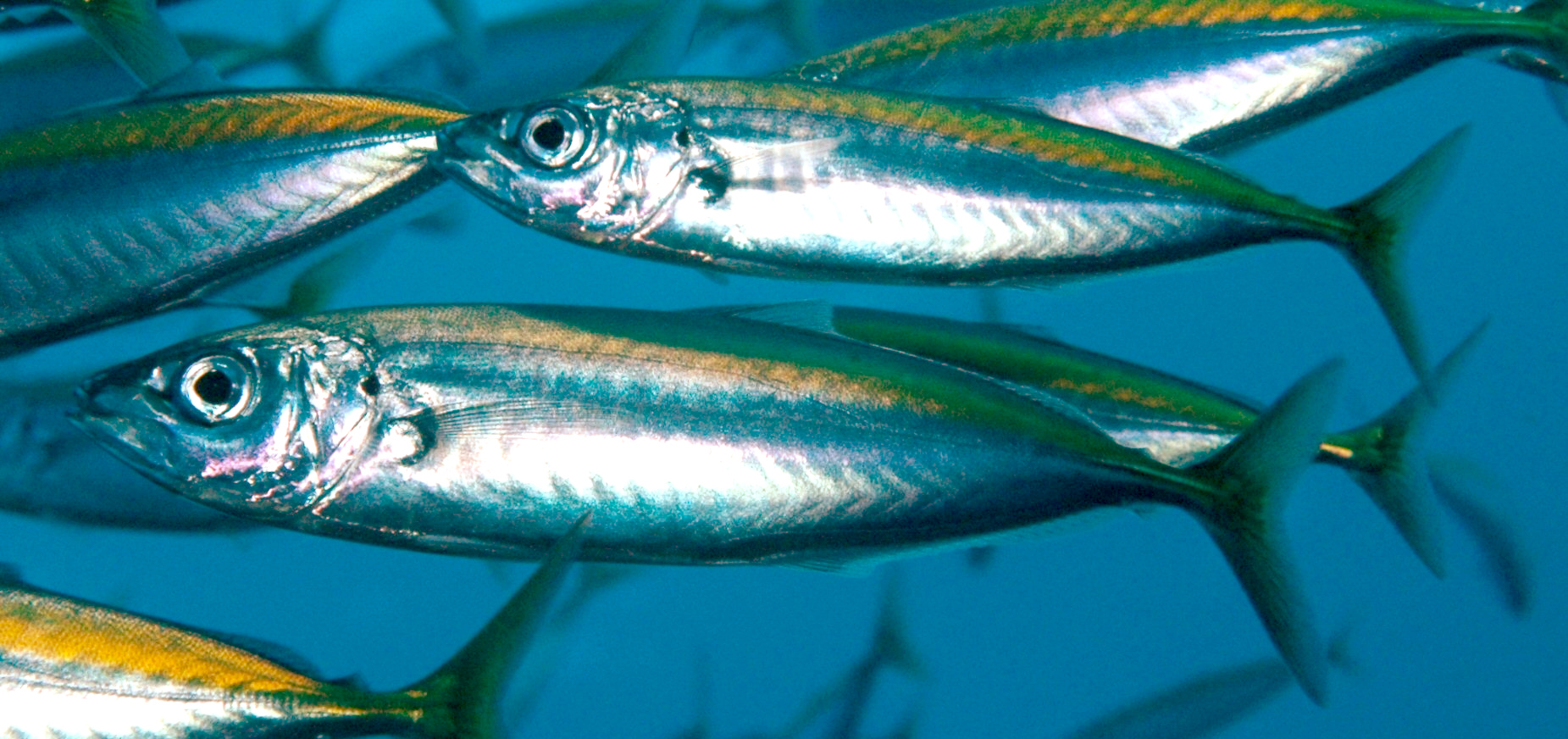
D. koheru

ムロアジ（室鯵、鰘）は、狭義にはアジ科の海水魚の一種 Decapterus muroadsi を指すが、広義にはムロアジ属 Decapterus に属する魚の総称として使われる。
全世界の熱帯・温帯海域に約10種が知られる。ただしマルアジ D. maruadsi はマアジ Trachurus japonicus によく似ていて、ムロアジ類とはまた別に扱うことも多い。

## 特徴
アジ亜科の分類でムロアジ属に特徴的なのは、小離鰭（しょうりき）と呼ばれる、背鰭と臀鰭の後ろに分離した小さな鰭である。他にも側線上の稜鱗（ぜんご・ぜいご）が体の後半の直線部にしかないこと、体型が前後に細長い円筒形であることなども特徴となる。また、本種には生時に黄色の縦線がある。
外洋に面した沿岸部や島嶼周辺に生息する。海の表層-中層で群れを作り、活発に遊泳する。食性は肉食性で、小魚や甲殻類、頭足類、動物プランクトンなどを捕食する。産卵期は5-6月で、この時期には沿岸の浅場に接近する。

## 利用
分布域の沿岸各地で定置網・巻き網・釣りなどで漁獲される。旬は夏とされている。
用途としては、マアジより血合肉が多いことと、脂肪分や旨みが少ないことから干物にされることが多い。ムロアジ類の干物として日本で有名なのが伊豆諸島で作られるくさやである。くさやに使うくさや液のことを魚室（むろ）と呼んだことからムロアジの名が付いたともいわれる。また、鰹節のように燻製にして硬く干したもの（鯵節/むろ節）は、ダシ取り用に鰹節同様に用いられ、特に中部地方で好まれる。新鮮なものは刺身・たたき、焼き魚などで食べられる。
食用以外の利用法として、ブリ類・マグロ類・ハタ類など大型肉食魚の釣り餌に使われることもある。

## 分類
本属のうち、オアカムロ種群（The red-fin Decapterus group）と呼ばれるアカアジ・オアカムロ・サクラアジ・キツネアカアジの4種は尾鰭が赤色を呈することで区別される。

## 種類
以下の有効種の分類は、WoRMS (2023) に従う。
ムロアジ（室鯵） D. muroadsi (Temminck & Schlegel, 1844)
英名Amberstripe scad。日本での地方名にアカゼ（東京）、モロ（東京・長崎）、アジサバ（富山）、マムロ（和歌山）、ウルメ（鹿児島）などがある。
全長60 cmほど。重さは1.5㎏が最大。体型は前後に細長い円筒形で、尾鰭は灰色を帯びた黄色である。稜鱗は側線直線部の3/4にある。新鮮なものは体側に金色の細い縦帯がある。インド洋・太平洋の熱帯・温帯域と、大西洋のアフリカ南部沿岸に広く分布する。日本でも北海道南部以南で見られる。
アカアジ（赤鯵） D. akaadsi Abe, 1958
全長 30 cm。ムロアジより体高が高くマアジに似るが、小離鰭があるので区別できる。和名は尾鰭が赤いことに由来するが、オアカムロほど赤くない。日本南岸から南シナ海までの太平洋西部沿岸に分布する。
オアカムロ（尾赤室） D. tabl (Berry, 1968)
英名Roughear scad。日本での地方名はオアカ（東京・和歌山）、アカムロ（和歌山・高知）、アカアジ（鹿児島）、アカムツなどがある。
全長 50 cm。体型はムロアジに似るが、和名通り尾鰭が全体的に赤い。アカアジよりも体高が低い。日本・オーストラリア・ハワイまでの西太平洋、インド洋のアフリカ南東部沿岸、ノースカロライナからベネズエラまでの大西洋西岸に分布する。
モロ D. macrosoma Bleeker, 1851
英名Shortfin scad
全長 35 cm。尾鰭は褐色が強い以外はムロアジによく似ている。インド太平洋の熱帯・温帯域沿岸に広く分布する。大洋を群れを作って泳ぐ。
クサヤモロ D. macarellus (Cuvier, 1833)
英名Mackerel scad。日本での地方名としてシロムロ、アオムロ（伊豆大島）、アオサギ（和歌山）などがある。
全長 40 cm。口先がやや前方に突き出ること、稜鱗は側線直線部の1/2に留まること、尾鰭は褐色が強いことでムロアジと区別する。また、体側に1本の青い縦線が走る。全世界の熱帯・温帯海域に広く分布する。水深40-200 m の海、特に岩礁の周辺などに群れを成して生息する。動物プランクトンを食べる。クサヤモロで作ったクサヤは高級品で、最も美味とされる。
マルアジ（丸鯵） D. maruadsi (Temminck & Schlegel, 1843)
英名Japanese scad。地方名にはマル（東京）、アオアジ（高知・和歌山）などがある。
全長 25 cm。マアジに似るが、小離鰭があることや稜鱗が側線直線部のみにあることから区別できる。ムロアジと総称される中には含まない場合が多い。西太平洋とインド洋東部の熱帯・亜熱帯域に分布する。
インドマルアジ D. russelli (Rüppell, 1830)
英名Indian scad
全長 45 cmほど。尾鰭は淡黄色-淡紅色。インド太平洋の熱帯域に分布し、南日本でも見られる。
D. koheru (Hector, 1875)
英名Koheru。
全長50cmほど。ニュージーランド近海の固有種。
キツネアカアジ D. kurroides Bleeker, 1855
英名Redtail scad
全長45cm前後で体型はアカアジに似る。南日本を含むインド太平洋の熱帯域沿岸に分布する。
D. punctatus (Cuvier, 1829)
英名Round scad
全長30cm前後。大西洋沿岸の熱帯・温帯域に広く分布する。
サクラアジ D. smithvanizi Kimura, Katahira & Kuriiwa, 2013
英名Slender red scad。標準体長11.8 - 28.95 cm。インドネシア、タイ、日本で記録がある。